# Joan Samson
Pour les articles homonymes, voir Samson (homonymie).
Joan Samson, née le 9 septembre 1937 à Érié en Pennsylvanie et morte le 27 février 1976 à Cambridge au Massachusetts, est une romancière américaine.

## Biographie
Elle a fréquenté le Wellesley College de 1955 à 1957, ses années de premier cycle étant interrompues par un mariage et son départ pour Chicago avec son mari. Elle a terminé ses études à l’Université de Chicago (B.A. 1959) et a enseigné à l’école primaire à Chicago (1959-1960). Peu de temps après, son mariage s’est achevé.
Elle a ensuite enseigné à Newton, Massachusetts (1960-1963). Elle a également enseigné à Londres, en Angleterre. C’est là, que le 27 mai 1965, elle a épousé Warren C. Carberg, Jr., administrateur de bibliothèque. Ils ont vécu quelques années en Europe avant de retourner dans le Massachusetts. Ils ont eu deux enfants, une fille et un fils.
Samson est retournée étudier à l’Université Tufts (MA 1968), a enseigné dans une école de campagne à Brookline, Massachusetts, en 1968-1969, et a travaillé comme secrétaire de rédaction pour la revue "Daedalus" de 1973 à 1975.
En 1974, elle écrit un premier livre, "Watching the New Baby". Basé sur la naissance de sa fille, c’est un récit destiné aux futurs parents qui s’apprêtent à accueillir un nouveau membre dans leur famille.
Elle décide, en 1975, bien qu’elle ne se soit jamais essayée à la fiction (l’auteur de la famille, c’est son mari, professeur de lettres), d’écrire une nouvelle d’une dizaine de pages sur l’arrivée dans un village du New Hampshire d’un étranger venu de la ville. L’idée lui serait venue d’un cauchemar.
Après avoir fait lire la nouvelle à son mari, celui-ci l’encourage à en faire un roman, et c’est grâce à Pat Myrer, agent littéraire de chez McIntosh and Otis avec qui elle avait collaboré, que Joan Samson parvient rapidement à publier son texte. Le livre, "The Auctioneer" ("Délivrez-nous du bien"), parait en janvier 1976, et en peu de temps se hisse sur la liste des meilleures ventes.

Joan Samson meurt le 27 février 1976, à l'age de 38 ans, d’un cancer du cerveau quelques semaines après la parution.

## Œuvre traduite en français

### Roman
- Délivrez-nous du bien, Monsieur Toussaint Louverture, 2024 ((en) The Auctioneer, Simon & Schuster, 1976), trad. Laurent Vannini, 320 p.  (ISBN 978-2381961132)